# جون هنري (سياسي)
جون هنري (بالإنجليزية: John Henry)‏ هو سياسي أمريكي، ولد في 1 نوفمبر 1750 في مقاطعة دورشيستر في الولايات المتحدة، وتوفي بنفس المكان في 16 ديسمبر 1798. حزبياً، نشط في Pro-Administration Party (United States) ‏. وقد انتخب حاكم ماريلاند ‏ (17 نوفمبر 1797 – 14 نوفمبر 1798) وانتخب عضو مجلس الشيوخ الأمريكي (4 مارس 1789 – 10 يوليو 1797).